# Rathaus Gryfów Śląski

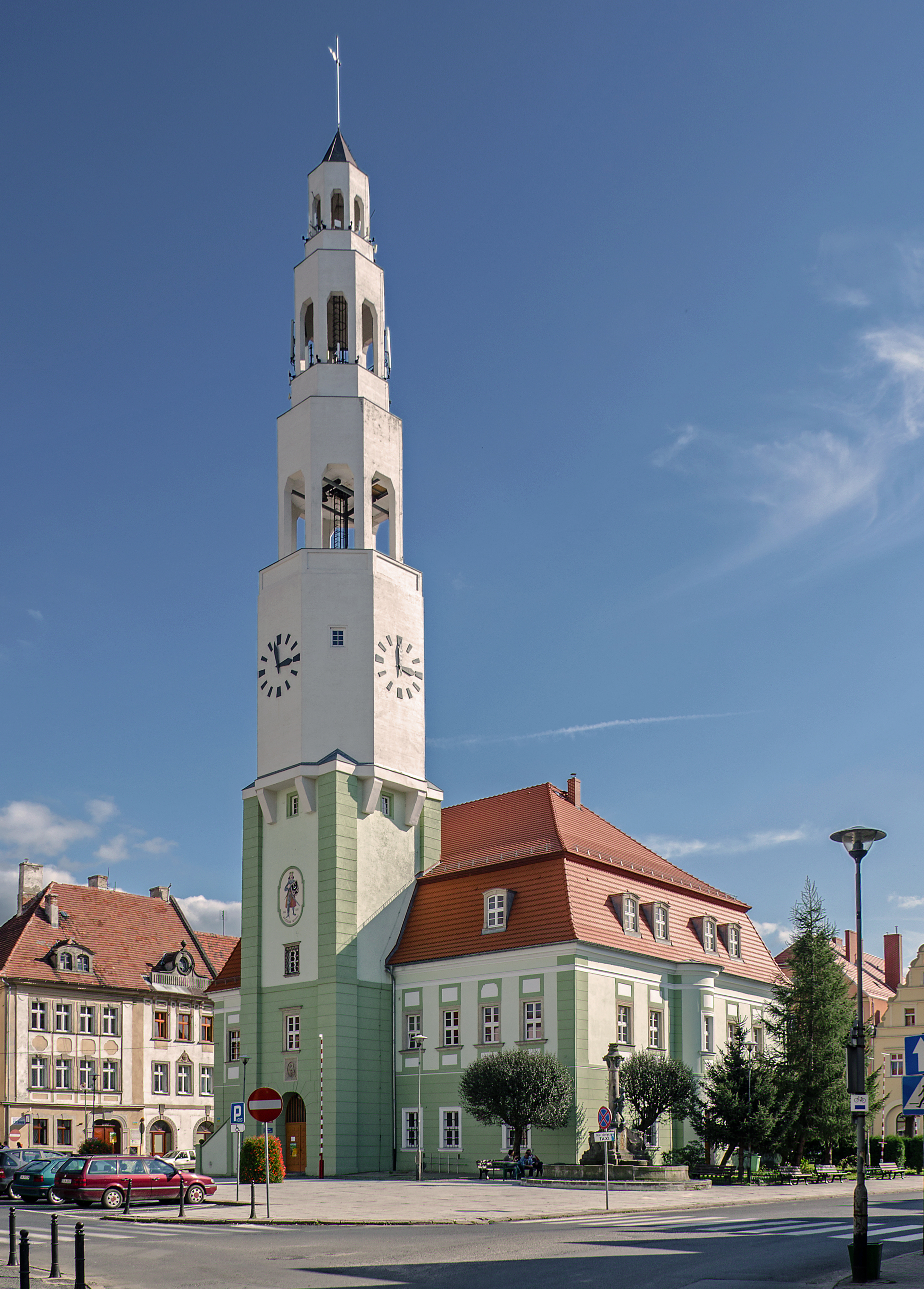
Rathaus Greiffenberg

Das Rathaus Greiffenberg (polnisch Ratusz w Gryfowie Śląskim) in der Mitte des Rings von Gryfów Śląski (Greiffenberg) stammt aus der Renaissance.

## Geschichte
Ein erster Rathausbau soll 1276 erbaut worden sein. Nach dessen Abbruch wurde 1524 ein Neubau im Stil der Renaissance begonnen, als die Stadt zu Wohlstand gekommen war. Hier befand sich auch die Stadtwaage. Schon 1551–1581 wurde der Bau durch einen Sitzungssaal aufgestockt. Stolz der Stadt war der Uhrturm, 16?2 begonnen und 1688 mit dreimal durchbrochenem Helm abgeschlossen. Um die Mitte des 19. Jahrhunderts erhielt der Bau sein heutiges Aussehen. Die Turmspitze brannte 1929 ab; die heutige Spitze stammt von Hans Poelzig aus Breslau.

## Bauwerk
Das Rathaus steht auf viereckigem Grundriss und hat zwei Stockwerke. Der Bau ist mit einem Mansardwalmdach mit Dachgauben gedeckt. Der Haupteingang des Gebäudes befindet sich im Sockel des vorspringenden risalitartigen Turms. In den Innenräumen des Rathauses sind Tonnen- und Kreuzgewölbe erhalten. Gegenwärtig ist das Rathaus Sitz der Behörden von Gryfów Śląski und der Stadtwache. Am Turm befindet sich das Stadtwappen, und an der Wand ist eine 1982 enthüllte Gedenktafel angebracht für die polnischen Soldaten, die an den Fronten des Zweiten Weltkriegs gefallen sind.

## Nachweise
1. ↑  Heinrich Trierenberg, Antoni Bok: Rathäuser in Niederschlesien: deutsche Geschichte – polnische Gegenwart. Bergstadtverlag Wilhelm Gottlieb Korn, 2003, S. 78–79.
2. ↑  Józef Pilch: Leksykon zabytków architektury Dolnego Śląska. Warszawa: Wydawnictwo Arkady, 2005, S. 100, ISBN 83-213-4366-X.
3. ↑  Słownik geografii turystycznej Sudetów. redakcja Marek Staffa. T. 2: Pogórze Izerskie. Cz. 1: A-Ł. Wrocław: Wydawnictwo I-BiS, 2003, S. 274, ISBN 83-85773-60-6.

Koordinaten: 51° 1′ 40,4″ N, 15° 24′ 52,6″ O